# Aptesis albibasalis
Aptesis albibasalis är en stekelart som först beskrevs av Tohru Uchida 1930.  Aptesis albibasalis ingår i släktet Aptesis och familjen brokparasitsteklar. Inga underarter finns listade.